# بخش کولوسوفسکی
بخش کولوسوفسکی (به لاتین: Kolosovsky District) یک منطقهٔ مسکونی در روسیه است که در استان اومسک واقع شده‌است.